# Sommer-Paralympics 2016/Tischtennis
Bei den Sommer-Paralympics 2016 in Rio de Janeiro wurden in insgesamt 29 Wettbewerben im Tischtennis Medaillen vergeben. Die Entscheidungen fielen am 11., 12., 13., 16. und 17. September 2016 im Riocentro. Es finden bereits seit den Sommer-Paralympics 1960 in Rom Tischtennis-Wettbewerbe statt.

## Startklassen
Sportler werden je nach Grad der Beeinträchtigung in Startklassen eingeteilt, um im Wettbewerb Chancengleichheit sicherzustellen. Es wird in elf Klassen beim Tischtennis unterschieden. Die Klassen TT 1 bis TT 5 starten im Rollstuhl, die Klassen TT 6 bis TT 11 im Stehen. Niedrige Klassenziffern zeigen (bis auf TT 11) einen höheren Grad an Behinderung an als hohe Klassenziffern.

## Spielmodus
Im Einzel- und Mannschaftswettbewerb wurden verschiedene Klassen bei den Frauen und Herren zusammengefasst. Es gab elf Wettbewerbe im Einzel bei den Männern und 10 bei den Frauen. Im Mannschaftswettbewerb wurden fünf Wettbewerbe bei den Männern und drei bei den Frauen ausgespielt. In den Mannschaftswettbewerben wurden Sportler mehrerer Startklassen in einer Mannschaft zusammengefasst.
Einzelwettbewerb
Die Einzelwettbewerbe starteten zunächst mit einer Gruppenphase, in der jeder gegen jeden spielte. Anschließend kamen die Gewinner jeder Gruppe weiter und spielten im K.-o.-System gegeneinander. Es wurden drei Gewinnsätze pro Begegnung gespielt.
Mannschaftswettbewerb
Im Mannschaftswettbewerb wurde im K.-o.-System gespielt. Dabei starteten die Mannschaften in Abhängigkeit von der Anzahl teilnehmender Nationen im Achtel- bzw. Viertelfinale.
Um eine Begegnung zu gewinnen, musste eine Mannschaft drei Spiele siegreich beenden. Eine Begegnung bestand aus mindestens zwei Einzeln und einem Doppel. Sollte nach diesen drei Spielen noch keine Entscheidung gefallen sein, wurden ein oder zwei zusätzliche Einzel gespielt, bis eine Mannschaft drei Spiele gewonnen hat. Es wurden drei Gewinnsätze pro Spiele gespielt.

## Ergebnisse

### Männer
| Wettbewerb         | Gold                                                       | Silber                                                                        | Bronze                                                                   |
| ------------------ | ---------------------------------------------------------- | ----------------------------------------------------------------------------- | ------------------------------------------------------------------------ |
| Einzel TT 1        | GBR Rob Davies                                             | KOR Joo Yung Dae                                                              | KOR Nam Ki-won                                                           |
| Einzel TT 2        | FRA Fabien Lamirault                                       | POL Rafał Czuper                                                              | CZE Jiří Suchánek                                                        |
| Einzel TT 3        | CHN Feng Panfeng                                           | DEU Thomas Schmidberger                                                       | FRA Florian Merrien                                                      |
| Einzel TT 4        | TUR Abdullah Öztürk                                        | CHN Guo Xingyuan                                                              | FRA Maxime Thomas                                                        |
| Einzel TT 5        | CHN Cao Ningning                                           | DEU Valentin Baus                                                             | SRB Mitar Palikuća                                                       |
| Einzel TT 6        | DEN Peter Rosenmeier                                       | ESP Alvaro Valera Munoz Vargas                                                | THA Rungroj Thainiyom                                                    |
| Einzel TT 7        | GBR William John Bayley                                    | BRA Israel Pereira Stroh                                                      | CHN Yan Shuo                                                             |
| Einzel TT 8        | CHN Shuai Zhao                                             | HUN Andras Csonka                                                             | POL Piotr Grudzien                                                       |
| Einzel TT 9        | BEL Laurens Devos                                          | NED Gerben Last                                                               | ITA Mohamed Amine Kalem                                                  |
| Einzel TT 10       | CHN Ge Yang                                                | POL Patryk Chojnowski                                                         | AUT Krisztian Gardos                                                     |
| Einzel TT 11       | BEL Florian van Acker                                      | AUS Samuel von Einem                                                          | HUN Péter Pálos                                                          |
| Mannschaft TT 1-2  | FRA Jean-Francois Ducay Fabien Lamirault Stephane Molliens | KOR Yoo Young Dae Kim Kyung-mook Cha Soo Yong                                 | BRA Aloisio Lima Guilherme Marcião da Costa Iranildo Conceição Espíndola |
| Mannschaft TT 3    | CHN Feng Panfeng Zhai Xiang Zhao Ping                      | DEU Thomas Schmidberger Thomas Brüchle                                        | THA Yuttajak Glinbancheun Anurak Laowong                                 |
| Mannschaft TT 4-5  | KOR Choi Ilsang Kim Jung-gil Kim Young Gun                 | TPE Cheng Ming-Chih Lin Yen-Hung                                              | TUR Ali Öztürk Abdullah Öztürk Nesim Turan                               |
| Mannschaft TT 6-8  | UKR Viktor Didukh Maxym Nikolenko Mykhaylo Popov           | SWE Choi Ilsang Kim Jung-gil Kim Young Gun                                    | GBR William John Bailey Ross Wilson Aaron McKibbin                       |
| Mannschaft TT 9-10 | CHN Ge Yang Ma Lin Lian Hao                                | ESP Juan Bautista Perez Gonzalez José Manuel Ruiz Reyes Jorge Cardona Marquez | POL Marcyn Skrzynecki Patryk Chojnowski Piotr Grudzień                   |

### Frauen
| Wettbewerb         | Gold                                               | Silber                                  | Bronze                                                            |
| ------------------ | -------------------------------------------------- | --------------------------------------- | ----------------------------------------------------------------- |
| Einzel TT 1-2      | CHN Liu Jing                                       | KOR Seo Su-yeon                         | ITA Giada Rossi                                                   |
| Einzel TT 3        | CHN Xue Juan                                       | CHN Li Qian                             | SWE Anna-Carin Ahlquist                                           |
| Einzel TT 4        | SRB Borislava Perić-Ranković                       | CHN Zhang Miao                          | SRB Nada Matić                                                    |
| Einzel TT 5        | CHN Zhang Bian                                     | CHN Gu Gai                              | KOR Jung Young-a                                                  |
| Einzel TT 6        | HRV Sandra Paović                                  | GER Stephanie Grebe                     | UKR Maryna Lytovchenko                                            |
| Einzel TT 7        | NED Kelly van Zon                                  | TUR Kubra Korkut                        | KOR Kiom Seong-ok                                                 |
| Einzel TT 8        | CHN Mao Jingdian                                   | FRA Tou Kamkasomphou                    | PHI Jesophine Medina                                              |
| Einzel TT 9        | CHN Liu Meng                                       | CHN Lei Lina                            | POL Karolina Pęk                                                  |
| Einzel TT 10       | POL Natalia Partyka                                | CHN Yang Qian                           | BRA Bruna Costa Alexandre                                         |
| Einzel TT 11       | UKR Natalia Kosmina                                | POL Krystyna Siemieniecka               | HKG Ng Mui Wui                                                    |
| Mannschaft TT 1-3  | CHN Liu Jing Li Qian Xue Juan                      | HRV Anđela Mužinić Helena Dretar Karić  | KOR Joon Jiyu Seo Su-yeon Lee Mi-gyu                              |
| Mannschaft TT 4-5  | CHN Zhou Ying Zhang Bian Gu Gai                    | SRB Borislava Perić-Ranković Nada Matić | KOR Kim Ok Jung Young-a Kang Oejeong                              |
| Mannschaft TT 6-10 | POL Katarzyna Marszał Natalia Partyka Karolina Pęk | CHN Lei Lina Yang Qian Xiong Guiyan     | BRA Jennyfer Marques Parinos Danielle Rauen Bruna Costa Alexandre |

## Qualifizierte Nationen
- Ägypten
- Argentinien
- Australien
- Belgien
- Brasilien
- Bulgarien
- Chile
- Chinesisch Taipeh
- Dänemark
- Deutschland
- Fidschi
- Finnland
- Frankreich
- Hongkong
- Indonesien
- Irland
- Israel
- Italien
- Japan
- Jordanien
- Kanada
- Kroatien
- Mexiko
- Niederlande
- Nigeria
- Norwegen
- Österreich
- Philippinen
- Polen
- Rumänien
- Schweden
- Schweiz
- Serbien
- Sierra Leone
- Slowakei
- Spanien
- Südkorea
- Thailand
- Tschechien
- Türkei
- Ukraine
- Ungarn
- Venezuela
- Vereinigte Staaten
- Vereinigtes Königreich
- Volksrepublik China

## Medaillenspiegel Tischtennis
| Medaillenspiegel Tischtennis | Medaillenspiegel Tischtennis | Medaillenspiegel Tischtennis | Medaillenspiegel Tischtennis | Medaillenspiegel Tischtennis | Medaillenspiegel Tischtennis |
| Platz                        | Land                         | Goldmedaille – Olympiasieger | Silbermedaille – 2. Platz    | Bronzemedaille – 3. Platz    | Gesamt                       |
| ---------------------------- | ---------------------------- | ---------------------------- | ---------------------------- | ---------------------------- | ---------------------------- |
| 1                            | VR China                     | 13                           | 7                            | 1                            | 21                           |
| 2                            | Polen                        | 2                            | 3                            | 3                            | 8                            |
| 3                            | Frankreich                   | 2                            | 1                            | 2                            | 5                            |
| 4                            | Großbritannien               | 2                            | -                            | 1                            | 3                            |
| 4                            | Ukraine                      | 2                            | -                            | 1                            | 3                            |
| 6                            | Belgien                      | 2                            | -                            | -                            | 2                            |
| 7                            | Südkorea                     | 1                            | 3                            | 5                            | 9                            |
| 8                            | Serbien                      | 1                            | 1                            | 2                            | 4                            |
| 9                            | Türkei                       | 1                            | 1                            | 1                            | 3                            |
| 10                           | Niederlande                  | 1                            | 1                            | -                            | 2                            |
| 10                           | Kroatien                     | 1                            | 1                            | -                            | 2                            |
| 12                           | Dänemark                     | 1                            | -                            | -                            | 1                            |
| 13                           | Deutschland                  | -                            | 4                            | -                            | 4                            |
| 14                           | Spanien                      | -                            | 2                            | -                            | 2                            |
| 15                           | Brasilien                    | -                            | 1                            | 3                            | 4                            |
| 16                           | Ungarn                       | -                            | 1                            | 1                            | 2                            |
| 16                           | Schweden                     | -                            | 1                            | 1                            | 2                            |
| 18                           | Australien                   | -                            | 1                            | -                            | 1                            |
| 18                           | Chinese Taipei               | -                            | 1                            | -                            | 1                            |
| 20                           | Italien                      | -                            | -                            | 2                            | 2                            |
| 20                           | Thailand                     | -                            | -                            | 2                            | 2                            |
| 22                           | Österreich                   | -                            | -                            | 1                            | 1                            |
| 22                           | Tschechien                   | -                            | -                            | 1                            | 1                            |
| 22                           | Hongkong                     | -                            | -                            | 1                            | 1                            |
| 22                           | Philippinen                  | -                            | -                            | 1                            | 1                            |